# Synema buettneri
Synema buettneri är en spindelart som beskrevs av Dahl 1907. Synema buettneri ingår i släktet Synema och familjen krabbspindlar. Inga underarter finns listade i Catalogue of Life.